# Fotografas del Norte
Fotógrafas del Norte (2020) es un proyecto de difusión del trabajo fotográfico realizado por mujeres en el norte de México, el cual engloba el fotoperiodismo, la fotografía documental, el retrato y la imagen callejera.

## Contexto
Fundado en 2020 por la fotógrafa Velia de la Cruz, la colectiva ha logrado reunir el trabajo fotográfico de mujeres originarias de Chihuahua, Nuevo León, Coahuila, Durango, Tamaulipas, Sonora, Sinaloa, Baja California y Texas a través de exposiciones en varios estados de la república, el trabajo visibiliza las historias en imágenes que exponen la vida en ambos lados de la frontera entre México y Estados Unidos.

Su fundadora, Velia de Cruz, explica que:
Fotógrafas del Norte nació en enero 2020 con la idea, a través de Instagram, de poder buscar a las colegas fotógrafas que están trabajando en el norte de México; por inquietud personal yo quería saber qué estaban haciendo las colegas que también viven acá en el norte. 

## Exposiciones y publicaciones
En los espacios que han participado, se han dedicado a brindar charlas o exponiendo sus imágenes, como en la organización Archivo Internacional de Fotógrafos de Mujeres (WOPHA, por sus siglas en inglés) en el año del 2021 y del cual también Fotógrafas del Norte figuran como miembro, asimismo, han tenido difusión en medios impresos como el Catálogo internacional Becoming Sisters: Women Photography Collectives & Organizations, y en el libro Aridamérica de la fundación Jumex.
Han tenido presencia en la muestra digital, Declaraciones del cuerpo, Fotografía emergente México y Chile del Centro de la Imagen México. También, han logrado la inclusión y participación de diversas fotógrafas en el Congreso Nacional de Fotografía Análoga CONFA, Festival Foto Sonora, Festival Campo.lat y diversas charlas en espacios culturales y con colectivos como Fotógrafas en el Mundo. Realiza ciclos de charlas virtuales para presentar proyectos fotográficos, así como trayectorias de reconocidas fotógrafas.